# Résolution 272 du Conseil de sécurité des Nations unies
Membres permanents
- Chine (Taïwan)
- États-Unis
- France
- Royaume-Uni
- URSS

Membres non permanents
- Algérie
- Colombie
- Espagne
- Finlande
- Hongrie
- Népal
- Pakistan
- Paraguay
- Sénégal
- Zambie

Résolution no 271 Résolution no 273
La résolution 272 du Conseil de sécurité des Nations unies est adoptée sans vote lors de la 1 514e séance du Conseil de sécurité des Nations unies le 23 octobre 1969, concernant l'inscription par l'Assemblée générale d'un point relatif à l'amendement du Statut de la Cour internationale de justice à l'ordre du jour de sa 24e session, le Conseil est habilité à faire des recommandations à l'Assemblée concernant la participation des nations parties au Statut mais non membres de l'ONU et a décidé de le faire.
Le Conseil a recommandé que ces nations soient autorisées à participer aux amendements comme si elles étaient membres et que les amendements entrent en vigueur lorsqu'ils ont été adoptés par un vote des deux tiers de tous les États parties au Statut et ratifiés par ces États.

### Sources
- (en) Cet article est partiellement ou en totalité issu de l’article de Wikipédia en anglais intitulé « United Nations Security Council Resolution 272 » (voir la liste des auteurs).

### Texte
- Résolution 272 Sur fr.wikisource.org
- Résolution 272 Sur en.wikisource.org